# Montrose Chemical Corporation of California
Montrose Chemical Corporation of California était un fabricant de substances chimiques qui a produit la plus grande quantité de DDT aux États-Unis de 1947 jusqu'à sa fermeture en 1982. Sa gestion déficiente des déchets chimiques issus de sa production de cet insecticide est depuis les années 2000 à la source de graves et néfastes conséquences environnementales dans l'océan Pacifique près de Los Angeles.
Son ancienne usine principale, dans une zone non incorporée du comté de Los Angeles près de Torrance, a été identifiée par l'EPA en 2020 comme site éligible au Superfund.

## Impact environnemental
Entre la fin des années 1950 et le début des années 1970, la société Montrose a déversé environ 1 700 short tons de DDT dans l'océan Pacifique par le biais du système d’égout du comté de Los Angeles, ce qui a contaminé la couche sédimentaire du plancher océanique près de Los Angeles. De plus, la société a jeté des milliers de barils de substances contaminées au DDT dans un site profond situé entre la côte californienne et l'île Santa Catalina pendant la même période. Quelques barils ont été jetés beaucoup plus près de la côte que le site prévu. Plusieurs barils ont été percés avant d'être jetés dans l'eau pour s'assurer qu'ils coulent jusqu'au fond de l'océan,.
Le DDT et les biphényles polychlorés (BPC) s'écoulent des sédiments contaminés vers l'eau ; même si le rejet des barils de DDT dans l'océan a cessé en 1982, le plateau continental de Palos Verdes reste contaminé. Le DDT et les BPC entrent dans la chaîne alimentaire par les vers et les micro-organismes qui vivent dans les sédiments. Les poissons peuvent consommer plusieurs de ces êtres vivants, ce qui provoque l'accumulation de substances toxiques dans leur tissu. Les oiseaux et les mammifères marins qui se nourrissent de ces poissons accumulent à leur tour ces substances toxiques.
Depuis 1985, des avertissements et des conseils sur la consommation de poissons sont régulièrement publiés dans le Sud de la Californie à cause de niveaux élevés de DDT et de BPC. Les poissons qui cherchent leur nourriture près du fond de l'océan sont particulièrement à risque d'être fortement contaminés. La consommation de la Courbine blanche, qui est l'espèce de poissons la plus fortement contaminée, devrait être évitée. Les autres poissons qui se nourrissent près du fond de l'océan, comme le Sebastidae et le Labre californien, sont aussi fortement contaminés. Grâce au programme du Superfund, l'EPA envisage de renforcer l'interdiction de pêcher la courbine blanche.
En 2007, la pygargue à tête blanche, animal symbolique des États-Unis, ne peut se reproduire parce que la coquille des œufs est trop mince et brise avant la pleine maturation du futur oisillon.

## Suites judiciaires
En 2000 commence un procès, retardé pendant 11 ans, où s'affrontent les avocats de quatre sociétés, dont Montrose, et les procureurs des gouvernements sur la responsabilité environnementale du dépotoir, et à savoir qui devra payer pour la décontamination. Le montant en jeu, des centaines de millions, dépasse les montants versés par ExxonMobil à la suite d'une marée noire provoquée par l'Exxon Valdez. À la fin de l'année un accord est trouvé entre les parties. «Elles ont négocié un décret de consentement à mi-chemin du procès - aucune partie n'admettant sa faute, avec un accord selon lequel plus de 140 millions de dollars seraient payés par Montrose, plusieurs autres entreprises qui possédaient ou exploitaient une part de l'usine, et les gouvernements locaux dirigés par les districts sanitaires du comté de Los Angeles. Le règlement - l'un des plus importants du pays pour une plainte relative à des dommages environnementaux - permettra de financer le nettoyage, la restauration de l'habitat et les programmes d'éducation destinés aux personnes susceptibles de consommer du poisson contaminé.»